# Richard Shepard
Richard Shepard (nascut el 1965) és un director de cinema, de televisió i guionista estatunidenc.

## Biografia
Shepard va néixer a Nova York. El pare de Shepard era d'origen jueu austrohongarès i la seva mare era d'origen armeni.
El 2007, Shepard va rebre un Premi del Sindicat de Directors dels Estats Units i un Premi Primetime Emmy a la millor direcció d'una sèrie de comèdia pel pilot de televisió per a Ugly Betty. La següent pel·lícula de Shepard, The Perfection, va ser finançada per Miramax i va començar la seva producció a principis del 2018. Fou estrenada el 2019 a Netflix.

## Filmografia
Cinema
| Any  | Títol               | Director | Guionista | Productor | Notes                      |
| ---- | ------------------- | -------- | --------- | --------- | -------------------------- |
| 1989 | Cool Blue           | Sí       | Sí        | No        | Codirigida amb Mark Mullin |
| 1991 | Encadenadament teva | Sí       | Sí        | No        |                            |
| 1995 | Mercy               | Sí       | Sí        | Sí        |                            |
| 1997 | Below Utopia        | No       | Sí        | No        |                            |
| 1999 | Oxigen              | Sí       | Sí        | Sí        |                            |
| 2000 | Mexico City         | Sí       | Sí        | Sí        |                            |
| 2005 | El matador          | Sí       | Sí        | No        |                            |
| 2007 | The Hunting Party   | Sí       | Sí        | No        |                            |
| 2009 | I Knew It Was You   | Sí       | No        | Sí        | Documental                 |
| 2013 | Dom Hemingway       | Sí       | Sí        | No        |                            |
| 2018 | The Perfection      | Sí       | Sí        | Sí        |                            |
| 2023 | Film Geek           | Sí       | Sí        | Sí        | Documental                 |

Televisió
| Any  | Títol                         | Director | Productor Executiu | Notes                                                                            |
| ---- | ----------------------------- | -------- | ------------------ | -------------------------------------------------------------------------------- |
| 1996 | The Royale                    | Sí       | No                 | Telefilm                                                                         |
| 2001 | Class Warfare                 | Sí       | No                 | Telefilm                                                                         |
| 2006 | Ugly Betty                    | Sí       | No                 | Episodi "Pilot" Premi Primetime Emmy a la millor direcció d'una sèrie de comèdia |
| 2008 | 30 Rock                       | Sí       | No                 | Episodi 210                                                                      |
| 2011 | Danni Lowinski                | Sí       | No                 | Pilot no emès                                                                    |
| 2011 | Ringer                        | Sí       | Sí                 | Episodi "Pilot"                                                                  |
| 2013 | Girls                         | Sí       | No                 | 12 episodis                                                                      |
| 2013 | Golden Boy                    | Sí       | Sí                 | Episodi "Pilot"                                                                  |
| 2014 | Salem                         | Sí       | Sí                 | Episodi "The Vow"                                                                |
| 2018 | Sweetbitter                   | Sí       | Sí                 | Episodi "Salt"                                                                   |
| 2019 | The Twilight Zone             | Sí       | No                 | Episodi "The Wunderkind"                                                         |
| 2020 | Zoey's Extraordinary Playlist | Sí       | Sí                 | Episodi "Pilot", Film "Zoey's Extraordinary Christmas"                           |
| 2021 | The Handmaid's Tale           | Sí       | No                 | Episodis "Vows" i "Home"                                                         |
| 2021 | Acapulco                      | Sí       | Sí                 | Episodi "Pilot"                                                                  |
| 2022 | Welcome to Chippendales       | Sí       | No                 | Episodis "Paper is Paper" i "Switzerland"                                        |
| TBA  | Blank Slate                   | Sí       | Sí                 | Episodi "Pilot"                                                                  |